# The Penitent (film 2023)
The Penitent è un film italiano del 2023 prodotto, diretto e interpretato da Luca Barbareschi su sceneggiatura di David Mamet. Il film è ispirato al "caso Tarasoff", una sentenza storica del diritto statunitense che ha stabilito il dovere dei professionisti della salute mentale di avvertire terze parti coinvolte quando ritengono che il loro cliente rappresenti una minaccia imminente.

## Trama
A New York, la vita di uno psichiatra subisce un duro colpo quando rifiuta di testimoniare a favore di un ex paziente instabile e violento, responsabile della morte di otto persone uccise nel suo ex college. Questo rifiuto porta alla deriva sia la sua carriera che la sua vita personale.
Il giovane paziente appartiene alla comunità LGBT e il dottore è di fede ebraica. Questi elementi, uniti alla sete di notizie dei media e al rigido giudizio della legge, sembrano innescare una reazione a catena esplosiva contro il professionista. La situazione è ulteriormente aggravata da un errore di stampa, forse con intento diffamatorio, commesso dall’editor di un giornale.
Egli si trova ad affrontare un dilemma morale di dubbia soluzione, mentre l’assedio mediatico e l’implacabile sistema giudiziario si intensificano in un crescendo inarrestabile. Nel difendersi dalle domande, dalle pressioni e dai tradimenti di chi cerca la verità, diversamente da altri casi di suoi pazienti per i quali lo psichiatra aveva regolarmente testimoniato, qui si rifugia inspiegabilmente dietro al giuramento di Ippocrate rifiutandosi di consegnare gli appunti delle sedute.
In un colpo di scena finale si scoprirà il motivo. Dopo che il suo paziente gli aveva consegnato in custodia un'arma che possedeva, lo psichiatra in un atto di fiducia gliela restituisce: con essa il ragazzo porterà a compimento la strage.

## Distribuzione
Il film è stato presentato fuori concorso al Festival di Venezia 2023 il 4 settembre 2023. È stato poi distribuito nelle sale cinematografiche italiane a partire dal 30 maggio 2024.